# Гец фон Гартманн
Гец фон Гартманн (нім. Götz von Hartmann; 30 жовтня 1913, Данциг — 29 лютого 1992) — німецький офіцер-підводник, капітан-лейтенант крігсмаріне.

## Біографія
8 квітня 1934 року вступив на флот. З 26 серпня 1941 по 4 лютого 1942 року — командир підводного човна U-555, з 1 квітня 1942 по 16 травня 1943 року — U-563, на якому здійснив 3 походи (разом 104 дні в морі), з 16 травня по 5 серпня 1943 року — U-441, на якому здійснив 2 походи (разом 10 днів у морі).
Всього за час бойових дій потопив 3 кораблі загальною водотоннажністю 14 689 тонн і пошкодив 2 кораблі загальною водотоннажністю 16 266 тонн.
| Дата           | Назва корабля             | Тип               | Тоннаж | Вантаж                                                                                 | Екіпаж | Загинули | Країна             | Конвой |
| -------------- | ------------------------- | ----------------- | ------ | -------------------------------------------------------------------------------------- | ------ | -------- | ------------------ | ------ |
| 18 грудня 1942 | Bretwalda                 | Торговий пароплав | 4,906  | Баласт                                                                                 | 56     | 1        | Британська імперія | MKS-3Y |
| 5 квітня 1943  | Sunoil (пошкоджений)      | Тепловий танкер   | 9,005  | 102 000 барелів мазуту ВМС                                                             | 69     | 0        | США                | HX-231 |
| 12 квітня 1943 | Pacific Grove             | Торговий теплохід | 7,117  | 8684 тонн генеральних вантажів, у тому числі дизельне паливо                           | 67     | 11       | Британська імперія | HX-232 |
| 12 квітня 1943 | Fresno City (пошкоджений) | Торговий теплохід | 7,261  | 3000 тонн марганцевої руди і 5965 тонн генеральних вантажів, включаючи пошту           | 45     | 0        | Британська імперія | HX-232 |
| 12 квітня 1943 | Ulysses                   | Торговий пароплав | 2,666  | 3372 тонни генеральних вантажів і державних товарів, у тому числі 800 тонн боєприпасів | 41     | 0        | Нідерланди         | HX-232 |

## Звання
- Кандидат в офіцери (8 квітня 1934)
- Фенріх-цур-зее (1 липня 1935)
- Оберфенріх-цур-зее (1 січня 1937)
- Лейтенант-цур-зее (1 квітня 1937)
- Оберлейтенант-цур-зее (1 квітня 1939)
- Капітан-лейтенант (1 листопада 1941)

## Нагороди
- Медаль «За вислугу років у Вермахті» 4-го класу (4 роки)
- Залізний хрест 2-го і 1-го класу
- Нагрудний знак підводника
- Німецький хрест в золоті (14 лютого 1944)